# カール・ヤルマール・ブランティング
カール・ヤルマール・ブランティング（Karl Hjalmar Branting、1860年11月23日 - 1925年2月24日）は、スウェーデンの政治家で、1907年から1925年までスウェーデン社会民主労働党の党首となり、その間3度に渡ってスウェーデンの首相を務めた。彼は普通選挙で当選したスウェーデンで初めての首相であるとともに、社会主義を標榜するヨーロッパで初めての首相となった。ヤルマール・ブランティングとも呼ぶ場合がある。

## 人物
彼は数理天文学を修め、ストックホルム天文台の助手となったが、1884年に科学の道を断念し、ジャーナリストとなった。1886年からはSocial-Demokraten紙の編集者となり、1889年からスウェーデン社会民主労働党のAugust Palmと行動を共にするようになり、1896年に議会に初当選した。
彼は社会民主労働党を率いて戦争に反対しノルウェーとの同盟関係を保ち、1905年に危機が起きた時には「ノルウェーに手を出すな、王よ！」というスローガンを掲げた。社会民主労働党は備蓄の招集に抵抗し、戦争に対するストライキを行った。
彼はエドゥアルト・ベルンシュタインによるマルクス主義の修正を受け入れ、社会改良主義者となって資本主義から社会主義への平和的な転換を主張した。彼は、労働者が選挙権を持てば議会においてこれが達成できると信じた。ブランティングは1917年のロシアの2月革命を支持し、メンシェヴィキの前身に加わってアレクサンドル・ケレンスキーの政府を支持した。同年に10月革命が失敗に終わった時には、彼はボルシェヴィキを非難した。
また1917年にはスウェーデン社会民主労働党が分裂した。青年部と革命を進めようとする勢力が抜け、ゼス・ホグラン(英語版)を党首として左翼党を結成した。この党はすぐに共産主義政党となった。彼は後に2巻に及ぶブランティングの伝記を書いている。

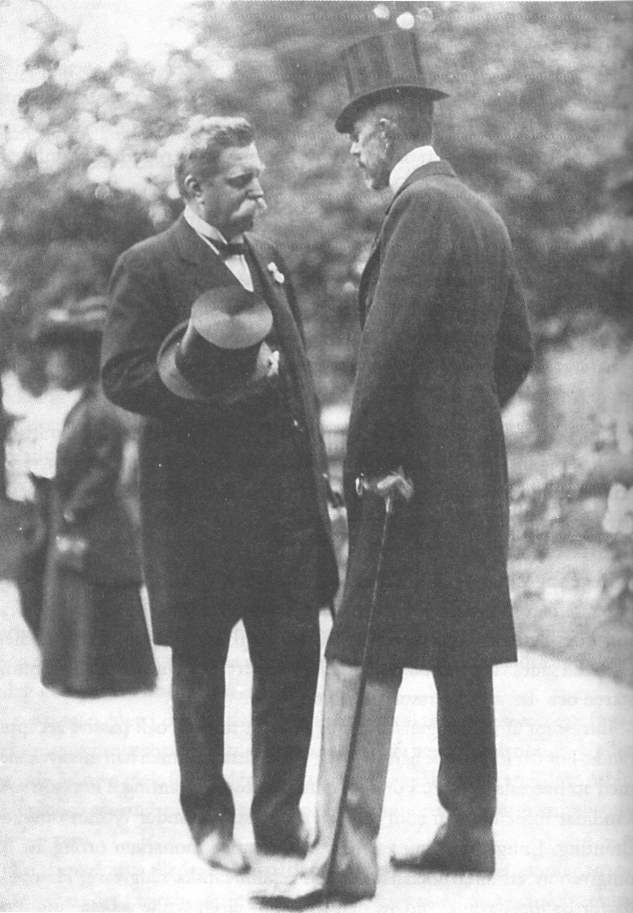
ブランティングとグスタフ5世(1920年)

ブランティングは首相としてスウェーデンを国際連盟に加盟させた。フィンランドがロシアから独立した後にオーランド諸島がスウェーデンに引き渡されるべきかという問題が持ち上がった際には、彼はこの問題を国際連盟に預けた。彼は1921年に、国際連盟に対する貢献によりノーベル平和賞を受賞した。
首相辞任後の1925年2月24日に急死する。

## 語録
“Let us return, however, to the League of Nations. To create an organization which is in a position to protect peace in this world of conflicting interests and egotistic wills is a frighteningly difficult task” 「しかし、国際連盟に戻るべきです。相反する利益と利己的な意志で、この世界で平和を守る立場にある組織を作ることは、難しい課題であるのだから。」